# BancoSol
El Banco Sol o Banco Solidario es un banco boliviano. Está fuertemente enfocado en otorgar préstamos a pequeñas empresas y emprendedores

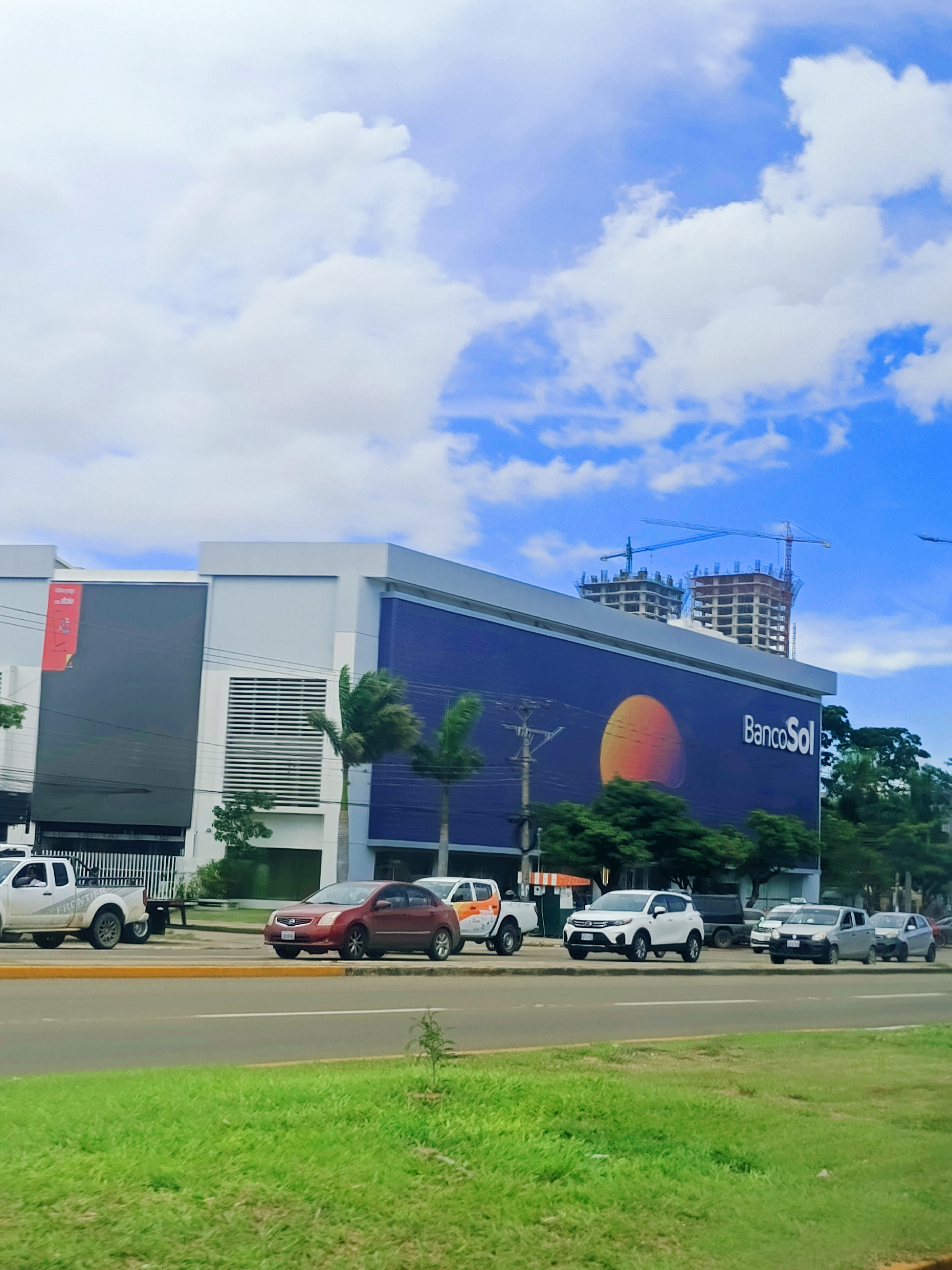
Banco Solidario S. A. Regional Santa Cruz

## Historia
El origen de BancoSol se remonta a 1986 cuando comenzó a trabajar como una fundación. El 10 de febrero de 1992 se convirtió en el primer banco de Microfinanzas regulado del mundo, con la misión de generar oportunidades para los empresarios y empresarias del sector de la microempresa.